# Шелест, Дмитрий Викторович
Дмитрий Викторович Шелест (укр. Дмитро Вікторович Шелест; 9 апреля 1953, Львов — 29 апреля 1992, Львов) — советский и украинский искусствовед, атрибутор.

## Биография
Родился 9 апреля 1953 года во Львове. Был младшим сыном Виктора Дмитриевича Шелеста и Лидии Григорьевны Неумываки.
В течение 16 лет работал во Львовской картинной галерее (сегодня Львовская национальная галерея им. Бориса Возницкого), был заведующим отделом западноевропейского искусства.
Автор работ:
- «Западноевропейский рисунок XVI—XVIII веков из собраний Львова»;
- «Львовская картинная галерея. Польская живопись».

Занимался научной работой в Австрии (Зальцбург) и США (Вашингтон) по приглашению национальных музеев этих стран.
Погиб 29 апреля 1992 года, защищая от вооружённых грабителей ценности Львовской картинной галереи. Вместе с ним погиб заместитель директора по хозяйственной части Ярослав Волчак. Была похищена картина польского художника Яна Матейко «Ян Собеский под Веной» и две работы Артура Гротгера «Ноктюрн» и «Объединенные».
Похоронен во Львове на Яновском кладбище.

### Семья
Был дважды женат, имел двоих сыновей: Владислава (1973—2011) и Николая (1991).

## Память
Во Львове создан мемориальный Фонд Дмитрия Шелеста, которым заведует его вдова — научный сотрудник Львовской картинной галереи Надежда Анатольевна Шелест.